# Черета (Ла Специја)
Черета је насеље у Италији у округу Ла Специја, региону Лигурија.
Према процени из 2011. у насељу је живело 71 становника. Насеље се налази на надморској висини од 58 м.